# Og udenfor er solskin og grønne træer
|  | Denne artikel er oprettet af botten PalnaBot ud fra en ekstern database. Den kan derfor have sproglige fejl eller mangler. Denne skabelon kan fjernes efter kontrol af indholdet. |

Og udenfor er solskin og grønne træer er en dokumentarfilm fra 1974 instrueret af Per Olsen efter manuskript af Hans Høgenhaven Jensen.

## Handling
En kollektivt produceret film der gennemspiller en række krisesituationer.